# Косинский, Мариан
Ма́риан Коси́нский (пол. Marian Kosiński; 4 декабря 1945, Тарновске-Гуры, Катовицкое воеводство — 21 апреля 2021) — польский футболист и футбольный тренер, играл на позиции защитника.

## Биография

### Игровая карьера
Косинский начал карьеру в клубе «Гварек Тарновске-Гуры». В январе 1969 года перешёл в мелецкую «Сталь», но также им интересовался «Рух» из Хожува. В то время «Сталь» играла в низших лигах и в 1970 году пробилась в Высшую лигу Польши. Всего за «Сталь» Косинский играл в течение 11 сезонов и выиграл два чемпионских титула в 1973 и 1976 годах. Всего за «Сталь» в Экстраклассе сыграл 263 матча и забил 2 гола.

### Тренерская карьера
После завершения игровой карьеры Косинский работал помощником главного тренера мелецкой «Стали». В 1981 году он возглавил «Сталь» в качестве главного тренера, но в те годы клуб переживал падение и вылет в Первую лигу. С 1989 по 1990 год он вновь работал со «Сталью», а в последующие годы возглавлял «Карпаты» из Кросно.

### Смерть
Скончался после продолжительной болезни 21 апреля 2021 года в возрасте 75 лет.